# Jürgen Stoffregen (Fußballspieler)
Jürgen Stoffregen (* 10. März 1957 in Hildesheim) ist ein ehemaliger deutscher Fußballspieler und Fußballtrainer.

## Karriere
Als Spieler bestritt Stoffregen für Hannover 96 von 1978 bis 1980 sechzehn Zweitligaspiele. 1980 kehrte er zu seinem Stammverein TSV Havelse zurück, mit dem er aus der Verbandsliga Niedersachsen in die Oberliga Nord aufstieg und dort die folgenden acht Jahre verbrachte. Nach dem Ende seiner Aktivenkarriere wechselte Jürgen Stoffregen ins Traineramt und betreute er in der Saison 1995/96 nach der Entlassung von Egon Coordes von März bis Saisonende die Bundesligamannschaft von Hannover 96 bei insgesamt 14 Spielen. Im Jahre 2001 führte er den SV Linden 07 in die Niedersachsenliga. Von 2004 bis zum 16. Dezember 2010 war er Trainer des TSV Havelse. Zur Saison 2011/12 übernahm Stoffregen den Trainerposten beim niedersächsischen Oberligisten BSV Rehden, mit dem er sich für die Regionalliga Nord qualifizierte. Im Januar 2013 wurde er Trainer des Oberligisten VfV 06 Hildesheim. Nach dem Aufstieg in die Regionalliga Nord im Jahr 2015 beendete Stoffregen mit dem Klassenerhalt im folgenden Jahr seine Karriere als Fußballtrainer.
Im April 2017 kehrte Stoffregen für die verbliebenen fünf Spiele in der Fußball-Regionalliga Nord 2016/17 zu VfV 06 Hildesheim zurück, nachdem der bisherige Trainer Mario Block entlassen wurde und sicherte mit ihnen am letzten Spieltag den Klassenerhalt.
Hauptberuflich ist Stoffregen Leiter der Abteilung Wirtschaftsförderung und Marketing bei der Stadt Garbsen.